# 金丸克己
金丸 克己（かなまる かつみ）はクラシック音楽の指揮者である。